# Kuntarahoitus
Kuntarahoitus (français : Finance municipale) est un établissement de financement du secteur municipal en Finlande.

## Présentation
L'entreprise est détenue par les municipalités, Keva et l'État finlandais. 
La société compte parmi ses clients des municipalités, des groupements de communes, des sociétés contrôlées par les municipalités et des sociétés de logement à but non lucratif engagées dans le logement social soutenues par le gouvernement et approuvées par le Centre de financement et de développement du logement en Finlande (ARA).
Kuntarahoitus finance un large éventail de projets majeurs: écoles, hôpitaux, bibliothèques, réseaux d'égouts, routes, ponts, installations sportives, logements locatifs et spécialisés.